# Sinem
Sinem ist ein türkischer weiblicher Vorname persischer und türkischer Herkunft mit der Bedeutung „das Innere der Brust; das Herz; die Seele“.

## Namensträgerinnen
- Sinem Altan (* 1985), türkisch-deutsche Komponistin und Pianistin
- Sinem Kavus (* 1991), niederländische Schauspielerin
- Sinem Sakaoglu, türkisch-amerikanisch-deutsche Puppentrickfilm-Regisseurin